# La Cumbre, Matías Romero Avendaño
La Cumbre är en ort i Mexiko.   Den ligger i kommunen Matías Romero Avendaño och delstaten Oaxaca, i den sydöstra delen av landet, 500 km sydost om huvudstaden Mexico City. La Cumbre ligger 130 meter över havet och antalet invånare är 287.
Terrängen runt La Cumbre är huvudsakligen platt, men västerut är den kuperad. La Cumbre ligger uppe på en höjd. Runt La Cumbre är det glesbefolkat, med 12 invånare per kvadratkilometer. Närmaste större samhälle är Suchilapan del Río, 8,9 km nordost om La Cumbre. Omgivningarna runt La Cumbre är en mosaik av jordbruksmark och naturlig växtlighet.